# تاكيهيرو إيشي
تاكيهيرو إيشي (باليابانية: 石井丈裕؛ بالكانا: いしい たけひろ) هو لاعب كرة قاعدة ياباني، ولد في 25 أكتوبر 1964 في أوتا في اليابان.

## وصلات خارجية
- تاكيهيرو إيشي على موقع الدوري الياباني لكرة القاعدة (الإنجليزية)
- تاكيهيرو إيشي على موقعبيزبول رفرنس.كوم (الدوري الثانوي) (الإنجليزية)
- تاكيهيرو إيشي على موقع أوليمبيديا (الإنجليزية)